# Guerra Civil na Costa Rica em 1948
A Guerra Civil na Costa Rica (conhecida dentro da historiografia da Costa Rica como Guerra del 48 ou Revolución del 48) ocorreu entre 12 de março a 24 de abril de 1948 (durando 44 dias).
O conflito foi precipitado pelo voto da Assembleia Legislativa da Costa Rica, dominada por representantes pró-governo, pela anulação dos resultados das eleições presidenciais realizadas em fevereiro, que, presumivelmente, foram vencidas por Otilio Ulate Blanco derrotando o Partido Republicano Nacional liderado por Rafael Ángel Calderón Guardia; o Congresso alegou que o triunfo do candidato da oposição, Ulate Blanco, teria sido obtido pela fraude. Isso fez com que um exército rebelde sob comandante José Figueres Ferrer a se revoltasse contra o governo do presidente Teodoro Picado Michalski, que foi rapidamente derrotado. Após a guerra, Figueres governou por um ano e meio como chefe de uma junta governo provisório (a Junta Fundadora de la Segunda República) que aboliu o exército e supervisionou a eleição de uma Assembleia Constituinte em dezembro, que, posteriormente, produziu uma nova Constituição em 1949. A junta então caiu e entregou o poder a Ulate. A Costa Rica não sofreria qualquer tipo de violência política significativa desde então.